# Wester Suikerraffinaderij

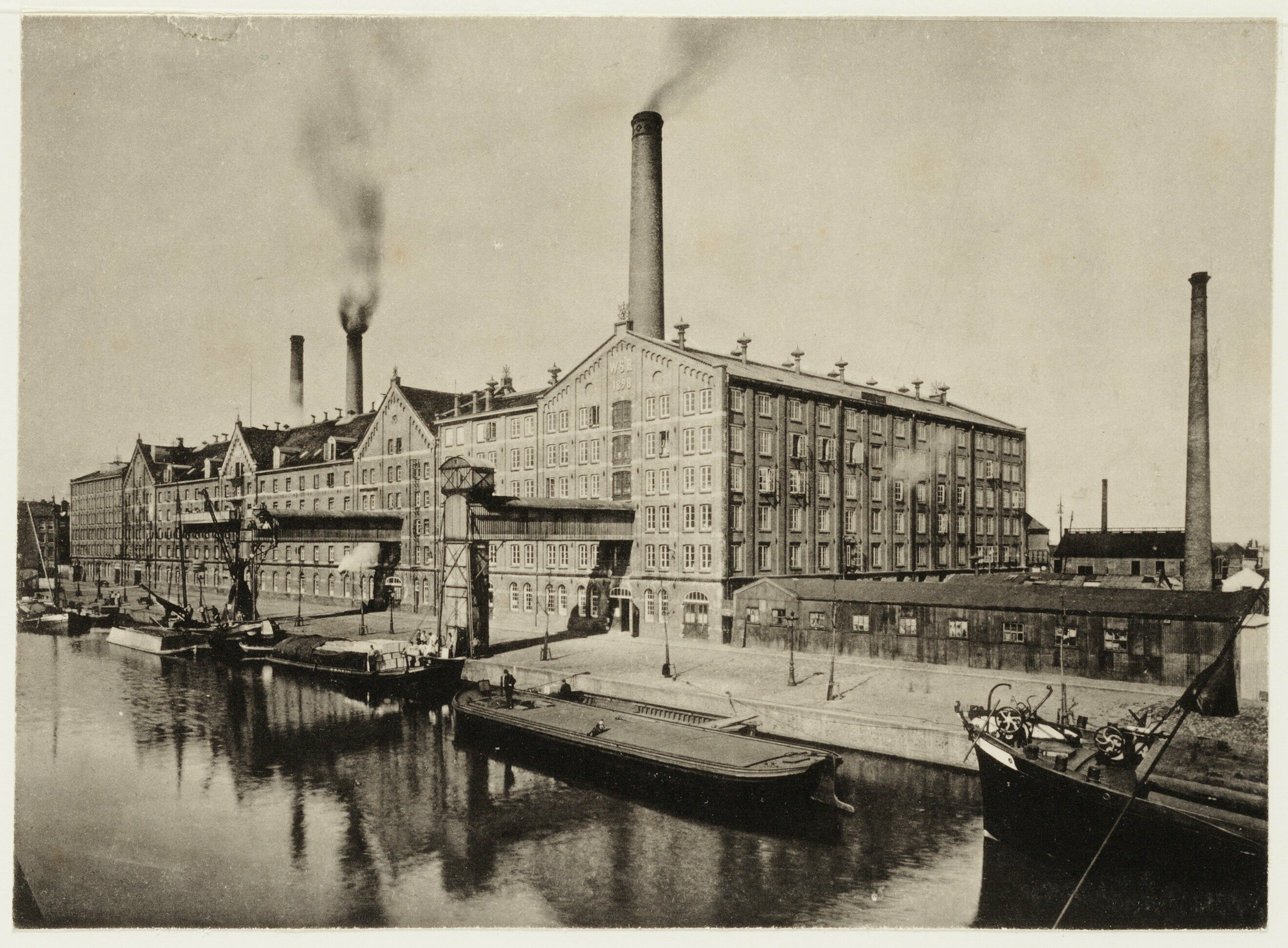
Wester Suikerraffinaderij

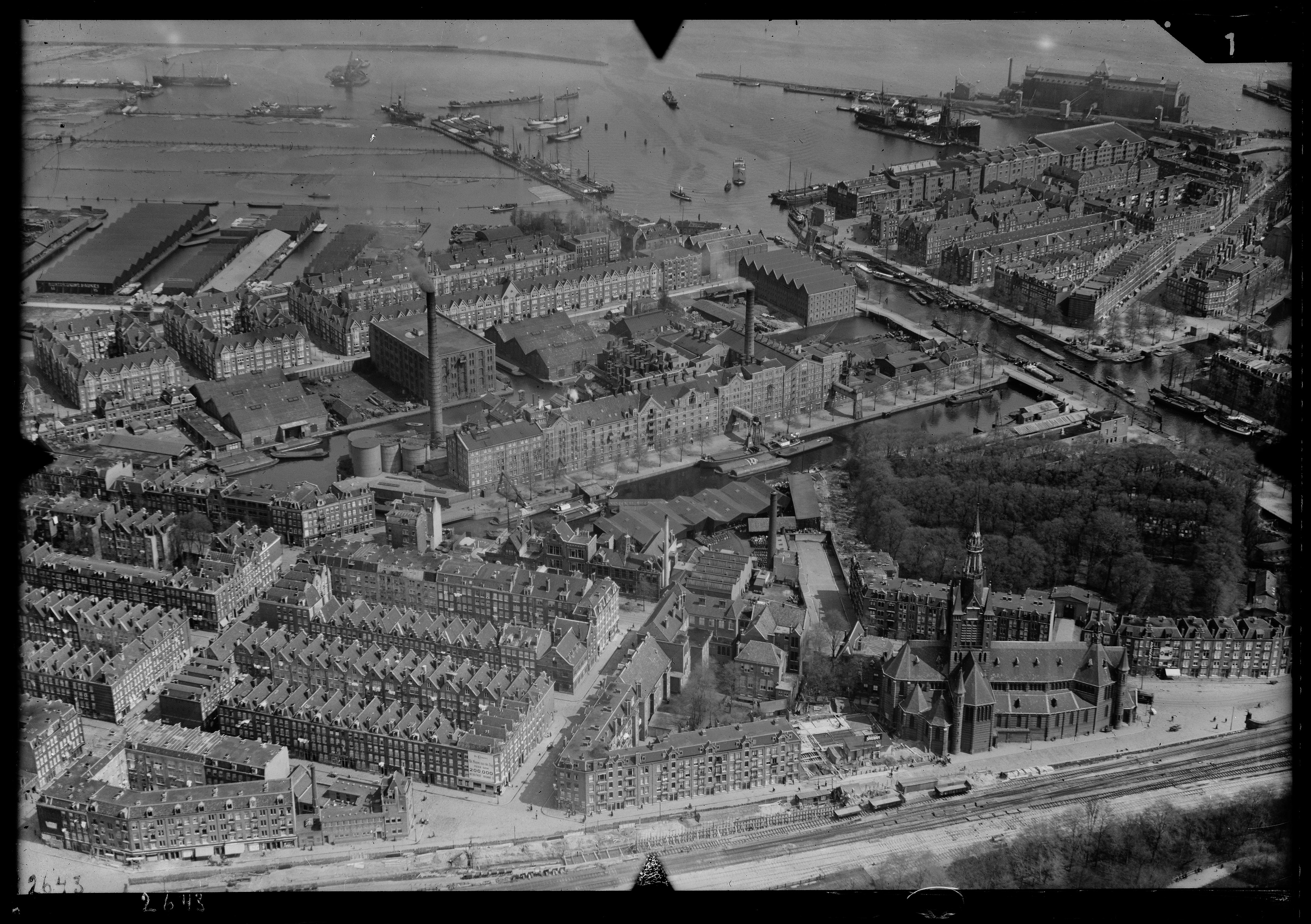
Luchtfoto Wester Suikerraffinaderij tussen 1920 en 1940

De Wester Suikerraffinaderij was een suikerraffinaderij in Amsterdam.

## Geschiedenis
De oprichting in 1882 van deze suikerraffinaderij vond plaats in de traditie van Amsterdam als centrum voor suikerraffinage, die de stad reeds sinds einde 16e eeuw had. Het was een grote fabriek, gevestigd aan de Van Noordtkade 20. Deze suikerraffinaderij verwerkte aanvankelijk rietsuiker. Met de opkomst van de suikerbietenteelt werd ook ruwe bietsuiker geraffineerd, afkomstig van de vele suikerfabrieken die sinds 1858 in Nederland verrezen. Wester groeide snel uit tot de grootste suikerraffinaderij van Nederland.
Vanaf 1910 trachtte Wester actief om achterwaartse integratie te bewerkstelligen door suikerfabrieken over te nemen. Een aantal suikerfabrieken was in 1908 samengegaan in de NV Algemeene Suiker Maatschappij (ASMij). Deze werd in 1915 door Wester overgenomen. Het in 1882 opgerichte Hollandia-concern, dat een suikerraffinaderij in Vlaardingen en een suikerfabriek in Gorinchem bezat, en de in 1871 opgerichte Zevenbergse suikerfabriek Van Loon, De Ram & Co., fuseerden met Wester in 1919 tot de Centrale Suiker Maatschappij.
In 1964 sloot de fabriek en in 1984 werd ze gesloopt. Ter plaatse verrees het Suikerplein, waaraan woningen werden gebouwd. Een door Jocke Overwater vervaardigd monument op dit plein herinnert sinds 1994 aan het bestaan van deze fabriek.
De naam "Wester" bleef nog voortbestaan als een merk voor suiker en stroop (Wester Kristalsuiker, Westerstroop, Wester Rietsuiker). Ook bestaat de Wester Harmonie nog steeds. Het bedrijfsorkest werd op 4 juni 1904 opgericht als Westers Harmoniekorps en was een 'onderafdeeling der vereenigde werklieden in dienst der Wester Suikerraffinaderij'.